# Goshen (Indiana)
Goshen és una població dels Estats Units a l'estat d'Indiana. Segons el cens del 2000 tenia 29.383 habitants.

## Demografia
Segons el cens del 2000, Goshen tenia 29.383 habitants, 10.675 habitatges, i 7.088 famílies. La densitat de població era de 860,1 habitants/km².
Dels 10.675 habitatges en un 32,6% hi vivien nens de menys de 18 anys, en un 50,8% hi vivien parelles casades, en un 10,1% dones solteres, i en un 33,6% no eren unitats familiars. En el 27,5% dels habitatges hi vivien persones soles el 12,5% de les quals corresponia a persones de 65 anys o més que vivien soles. El nombre mitjà de persones vivint en cada habitatge era de 2,61 i el nombre mitjà de persones que vivien en cada família era de 3,14.
Per edats la població es repartia de la següent manera: un 25,9% tenia menys de 18 anys, un 12,9% entre 18 i 24, un 30% entre 25 i 44, un 17,6% de 45 a 60 i un 13,6% 65 anys o més.
L'edat mediana era de 32 anys. Per cada 100 dones de 18 o més anys hi havia 97,7 homes.
La renda mediana per habitatge era de 39.383$ i la renda mediana per família de 46.877$. Els homes tenien una renda mediana de 32.159$ mentre que les dones 23.290$. La renda per capita de la població era de 18.899$. Entorn del 6% de les famílies i el 9,3% de la població estaven per davall del llindar de pobresa.

## Poblacions properes
El següent diagrama mostra les poblacions més properes.